# Jennie Wilson (lärare)
Jennie Wilson, född 1986, är en svensk lärare. Hon har skrivit böcker om, och föreläser om kooperativt lärande.

## Biografi
Wilson är legitimerad grundskollärare F-6. Hon har intresserat sig för betydelsen av samarbete och elevaktivitet för att uppnå ett fördjupat lärande. Hon är, tillsammans med Niclas Fohlin, medförfattare till flera böcker om kooperativt lärande och håller workshops och kurser i kooperativt lärande på skolor runtom i Sverige.